# 申儀
申 儀（しん ぎ、生没年不詳）は、中国後漢末期から三国時代の軍人。

## 生涯
建安24年（219年）、兄の申耽は曹操の配下として上庸太守を務めていたが、劉備配下の劉封・孟達が進軍してくるとこれに降伏。この際に申儀は建信将軍・西城太守に任じられた。
黄初元年（220年）、劉封に反旗を翻して魏に降伏し、申耽の地位を引き継いだ。後にまた申耽も降伏。申耽は懐集将軍に任じられ、南陽に移住。申儀は魏興太守・員郷侯となり、洵口の地に駐屯した。
申儀は共に魏に降伏した孟達と不和となり、度々上言して、孟達が蜀と内通していると述べていた。太和元年（227年）、孟達が蜀に与すると、同国と通じる道を断って救援を防いだ。
『三国志』劉封伝注の『魏略』によると、孟達の討伐後、申儀は司馬懿の勧めで上洛。楼船将軍に任命され、諸侯並みの礼遇を受けたとされる。一方、『晋書』宣帝紀によると、申儀は長く魏興という僻地にあって威勢を誇り、勅命と称しては勝手な命令を下していた。これを知った司馬懿は、孟達討伐の奉賀に託けて申儀を招聘すると、彼を逮捕し、都へと送還したという。

## 三国志演義
羅貫中の小説『三国志演義』では第79回にて、房陵都尉として登場。関羽を救援しなかったことで劉備からの恨みを恐れる孟達の相談を受け、兄の申耽は魏に降ることを進言。申儀も彼らと行動を共にし、劉封の攻撃を退けて魏に降伏する。
第94回にて魏の金城太守として再登場し、孟達の反乱に、申耽と共に与する素振りを見せる。新城に籠もる孟達の救援として現れるが、果たしてそれは偽りであり、城外へ出た孟達を攻撃。最後は申耽が孟達を槍で刺殺し、兄弟ともその戦功によって昇進する。